# هوارد أبوت
هوارد أبوت (بالإنجليزية: Howard Abbott)‏ هو محامي وقاضي أمريكي، ولد في 11 فبراير 1867 في واشنطن العاصمة في الولايات المتحدة، وتوفي في 5 أكتوبر 1939 في روشستر في الولايات المتحدة بسبب خثار.